# Hildebrandtia ornata
Hildebrandtia ornata é uma espécie de anfíbio da família Ptychadenidae, que pode ser encontrada na África do Sul, na Angola, no Benim, em Botsuana, nos Camarões, na República Centro-Africana, no Chade, na República Democrática do Congo, na Costa do Marfim, na Gâmbia, na Gana, no Maláui, no Mali, em Moçambique, na Nigéria, no Quênia, no Senegal, na Somália, no Sudão do Sul, na Suazilândia, na Tanzânia, no Togo, na Uganda, na Zâmbia e no Zimbábue. Costuma passar a maior parte de seu tempo em tocas, localizadas principalmente em savanas secas ou úmidas de até 1 200 metros de altitude. Não costuma ser encontrada em fragmentos de florestas isolados ou em terrenos pedregulhosos.

## Descrição
É uma espécie de tamanho médio, que tem aproximadamente 60 milímetros de comprimento. Possui uma faixa verde que segue em direção da coluna vertebral, e cobre, na maior parte dos indivíduos, a totalidade do focinho, sendo dividida em três listras, e chega até o final do corpo. Os mais jovens costumam ter diversas manchas e pontos verdes sobre o dorso, podendo compreender, inclusive, sua totalidade, porém, com o passar do tempo, tais partes esverdeadas costumam ser substituídas por áreas acastanhadas. Uma característica marcante da espécie é a presença de duas manchas marrom-escuras relativamente simétricas em formato de ípsilon (Y) na região do pescoço, que é marrom claro. Seu ventre é esbranquiçado, e a região peitoral e lateral são marrons.
Seu tímpano é grande e não está ligado ao olho, sendo bastante distinguível nos adultos e pouco discernível nos mais jovens, podendo ser identificado como uma área mais escura que é parcialmente circundada por uma linha branca e compreende aproximadamente 50 e 60 por cento do tamanho do olho. Os machos possuem um par de sacos vocais, cujas fendas se encontram na região anterior das axilas e, quando inflados, os dois podem se tocar na frente do focinho. Seus membros superiores são menores que os inferiores.

## Comportamento
Possuem hábitos fossoriais, passando a maior parte do tempo debaixo de pedras e troncos de árvores, a uma distância de cinquenta metros dos locais de reprodução, saindo de lá apenas em duas ocasiões: durante fortes chuvas, quando comumente são vistos atravessando estradas, e durante a revoada de cupins alados, que servem de refeição para eles.
Se reproduzem normalmente no início do verão, porém pode ocorrer no meio ou no final caso as chuvas não comecem durante esse período. Sua reprodução é explosiva, ou seja, todos os participantes chegam ao mesmo tempo no local, tendo início após temporais, podendo ser vistos diversos machos em coro, que dura pouco tempo e com os indivíduos se localizando a cinquenta centímetros do corpo d'água. Após a fêmea escolher o macho ideal, eles realizam o amplexo, que é axilar, e depois ela deposita ovo por ovo em um ninho feito de gramíneas, até formar uma massa flutuante, que pode conter entre 838 e 1 171 ovos, que medem 1,96 milímetros cada um. Após 36 horas, os ovos eclodem e nascem os girinos que se desenvolvem rapidamente. São carnívoros e se alimentam principalmente de girinos de outras espécies, podendo praticar o canibalismo.